# Gravură

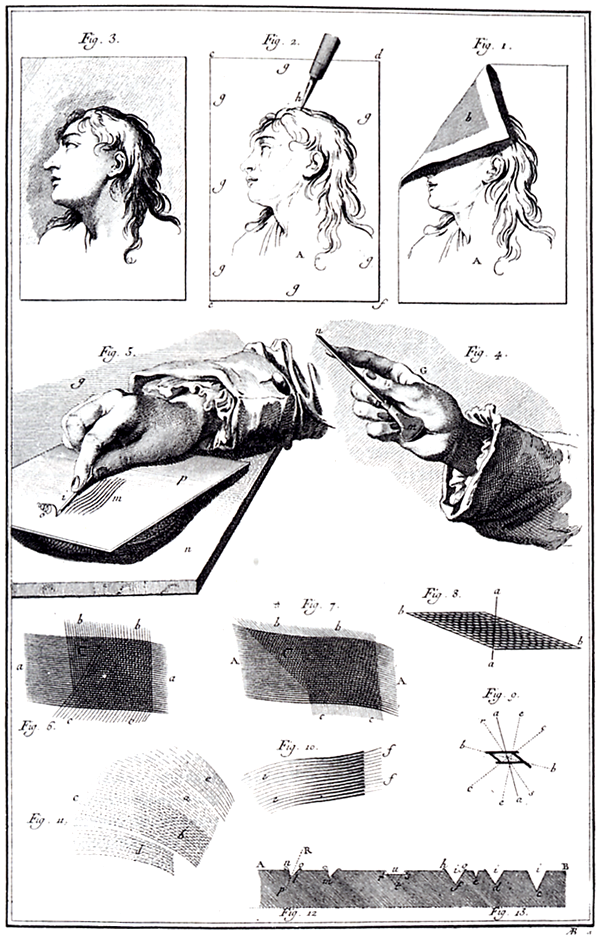
Tehnica gravurii.
Ilustrație din Encyclopédie ou Dictionnaire raisonné des sciences, des arts et des métiers.

Gravura reprezintă un gen al artelor vizuale ale cărei tehnici constau în săparea, incizarea, perforarea sau obturarea prin diverse procedee fizice ori chimice a unei suprafețe de regulă plane, fie în vederea imprimării și multiplicării ulterioare a imaginii, fie pentru obținerea unui obiect artistic de sine stătător. Artistul care se ocupă cu practicarea acestui gen de artă poartă numele de gravor.
În cazul gravurii destinate imprimării, gravarea se face pe un suport numit clișeu, confecționat din metal, lemn, linoleum sau alte materiale. Clișeul reprezintă negativul gravurii, pe acesta aplicându-se cerneala ce urmează a fi imprimată. Peste clișeul cerneluit se aplică o foaie de hârtie iar apoi sunt trecute printr-o presă tipografică. Cerneala reținută de clișeu este transferată pe coala de hârtie ca urmare a aplicării presiunii. Imaginea imprimată constituie pozitivul gravurii. Termenul „gravură” este folosit deopotrivă pentru a desemna negativul (clișeul) și pozitivul (imaginea imprimată). Acest imprimeu obținut prin tehnica gravurii reprezintă un tip de stampă. Totalitatea exemplarelor obținute cu un anumit clișeu constituie un tiraj.
În mod normal, gravura destinată imprimării se realizează fie prin metoda tiparului adânc (gravură în adâncime) fie prin cea a tiparului înalt (gravură în relief sau în înălțime). Însă, ca urmare a faptului că denumirea de „gravură” a fost aplicată și imaginii imprimate, acest termen a ajuns să fie extins și generalizat și stampelor obținute prin tehnici care nu implică vreo operație de gravare în adevăratul sens al cuvântului. Astfel, tehnici ale tiparului plan (litografia, monotipia) sau alte tipuri (serigrafia), au fost incluse în familia gravurii (gravură în plan).
În cazul gravurii de sine stătătoare, aceasta are scopul inscripționării sau ornamentării diverselor obiecte cu figuri sau motive decorative. Atunci când acestea sunt gravate pe materiale prețioase, semiprețioase ori mulaje pentru monede sau medalii, aparțin artei glipticii. În calitate de meșteșug, aceasta este identificată prin denumirea mai modestă de „cioplitorie”.

## Procesul

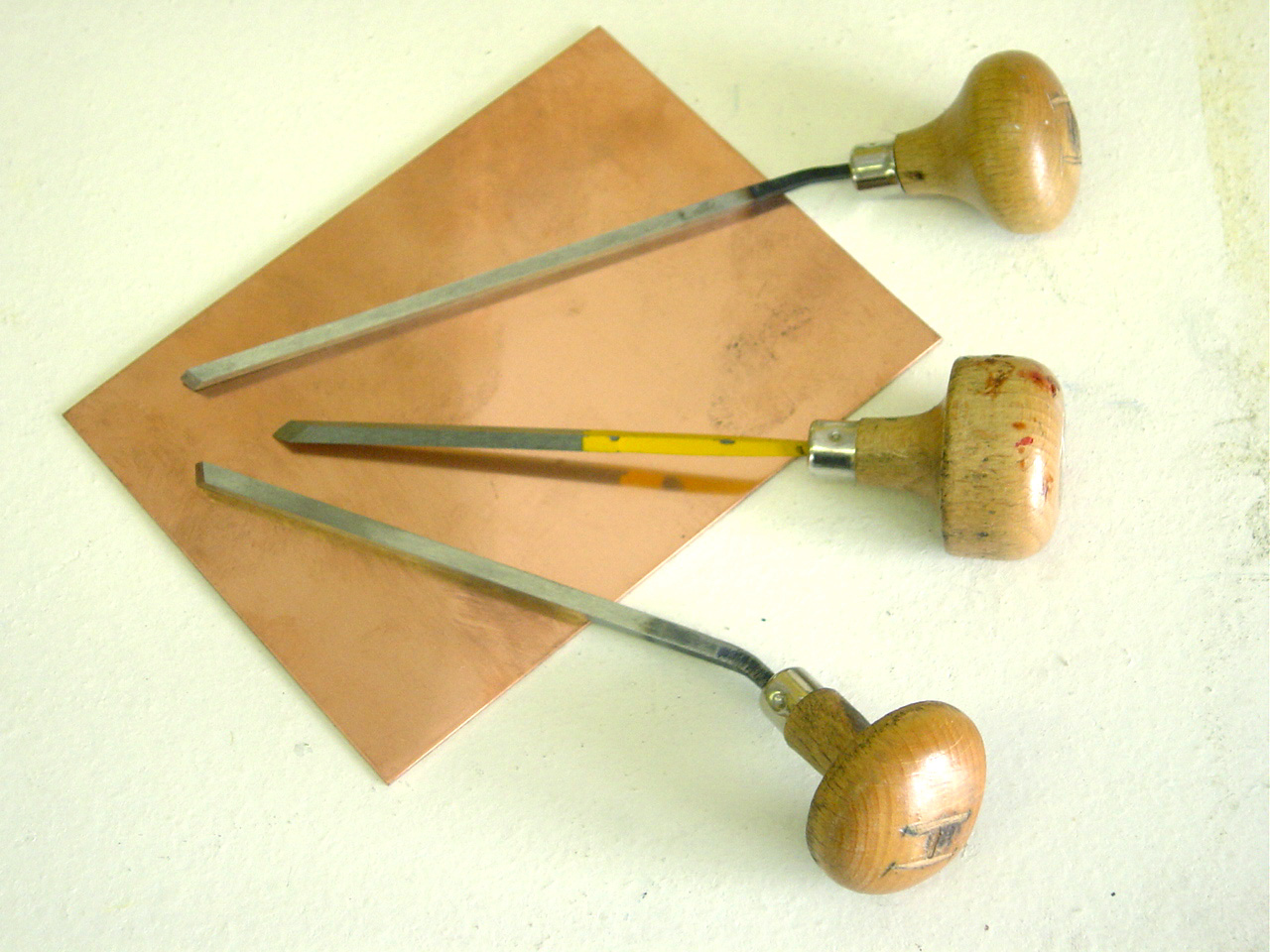
Unelte de săpat în metal

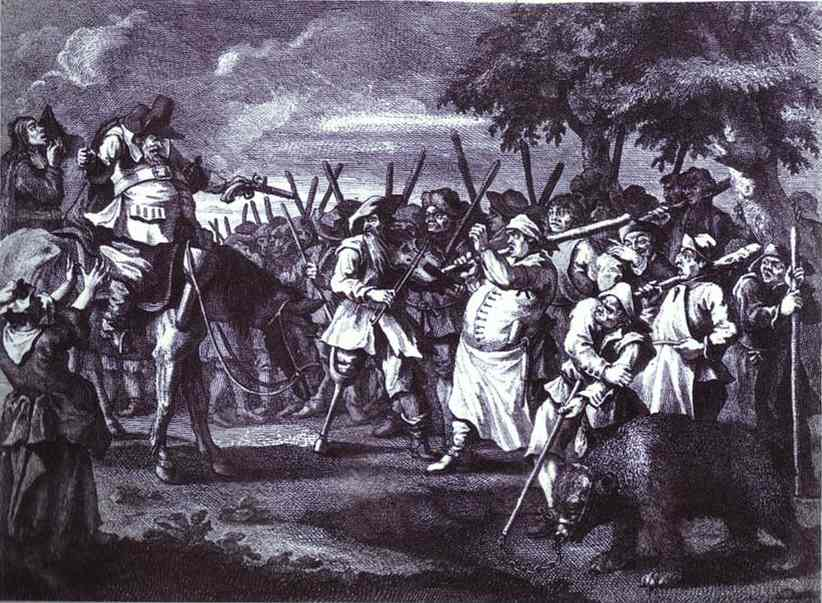
Prima aventură a lui Hudibras, de William Hogarth, 1726 - gravură în metal, acvatintă.

Uneltele pentru tipar înalt sunt de regulă ace sau alte instrumente ascuțite, de metal cu ajutorul cărora se zgârie suprafața netedă a plăcii (din metal moale precum cupru ori zinc).
Odată zgâriat desenul este acoperit cu un strat fin de cerneală tipografică. Cu ajutorul unei pânze apretate se elimină cerneala în surplus și se acoperă cu o hârtie (de regulă umedă), iar apoi prin presare se transferă desenul de pe placă pe hârtie. Astfel procesul poate fi repetat, teoretic fără a avea diferențe între exemplare.
Placa, piatra în cazul litografiei sau sita în cazul serigrafiei este suprafața supusă alterării fizice sau chimice ce permite prin aplicarea cernelei de gravură și reproducerea unui număr (tiraj) de exemplare identice sau aproape identice.
Chiuveta este urma lăsată de grosimea plăcii pe hârtie. Ea este o adâncitură de obicei dreptunghiulară ce înconjoară suprafața imprimată. 
Notarea tirajului se face pe fiecare exemplar în parte în ordinea în care au fost imprimate. Mai întâi se notează numărul curent al exemplarului, iar apoi numărul total de exemplare imprimate. De asemenea pe fiecare exemplar se mai scriu titlul lucrării, tehnica (de ex. litografie, xilogravură 2 plăci), anul și semnătura artistului. În cazurile în care gravura este imprimată la un atelier specializate de gravură, alături de semnătura artistului apare și semnătura gravorului. Notările se fac în partea de jos sub chiuvetă, de obicei cu creionul.

## Galerie

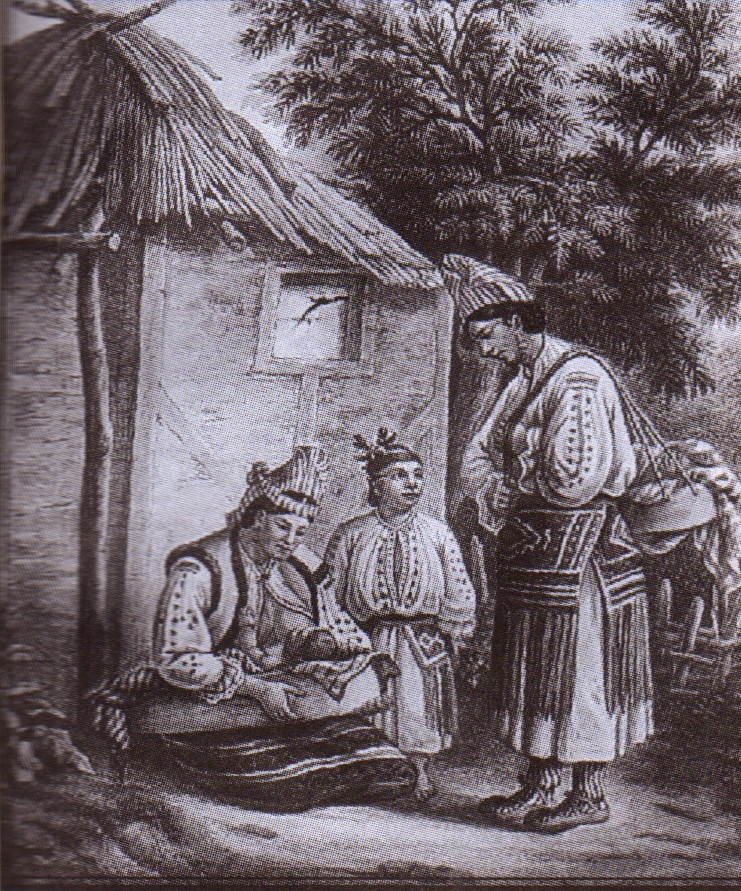
Franz Jaschke, Femei din Banat, 1821, acvaforte, acvatinta colorată
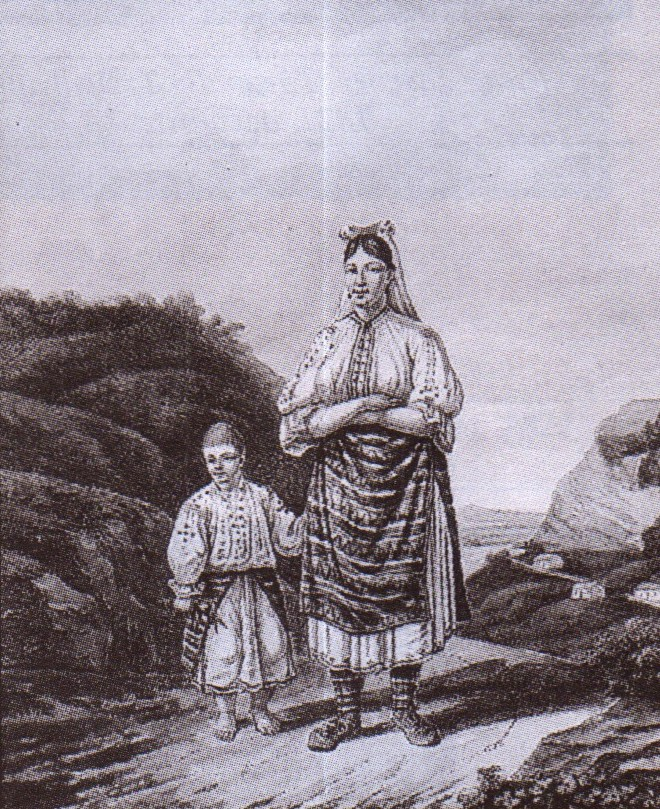
Franz Jaschke, Femeie cu copil din Banat, 1821, acvaforte, acvatinta colorată
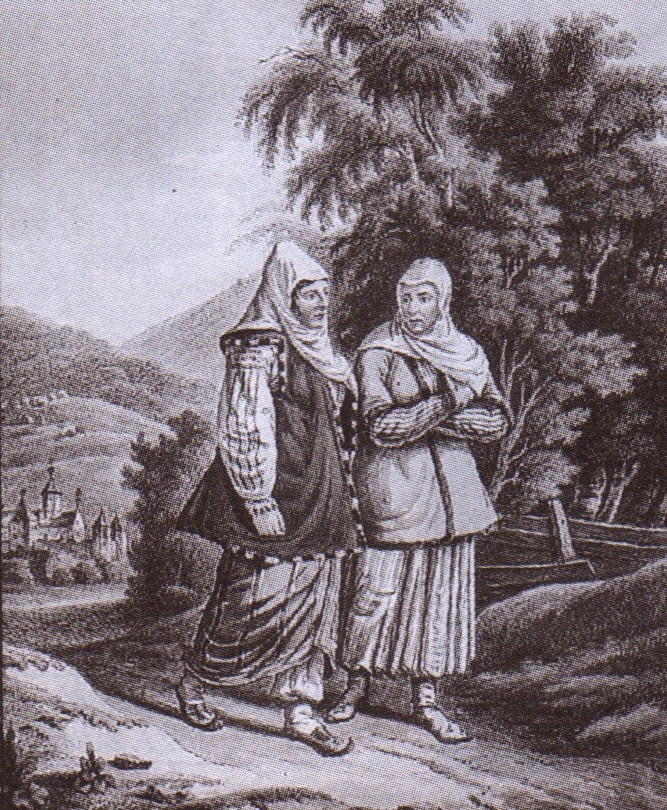
Franz Jaschke, Țărănci din Bucovina, 1821, acvaforte, acvatinta colorată
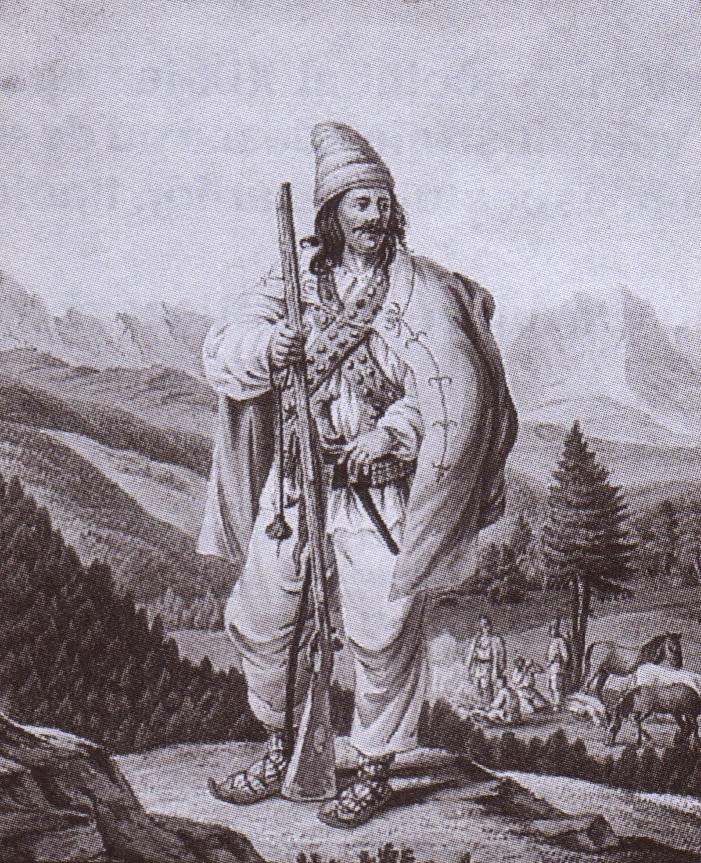
Franz Jaschke, Țăran din Transilvania, 1821, acvaforte
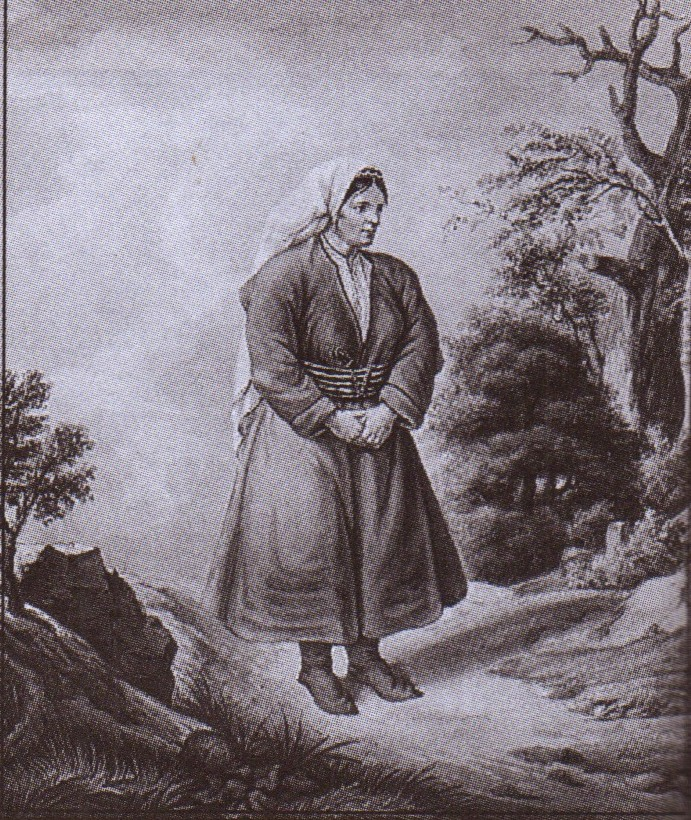
Franz Jaschke, Femeie din Transilvania, 1821, acvaforte, acvatinta colorată
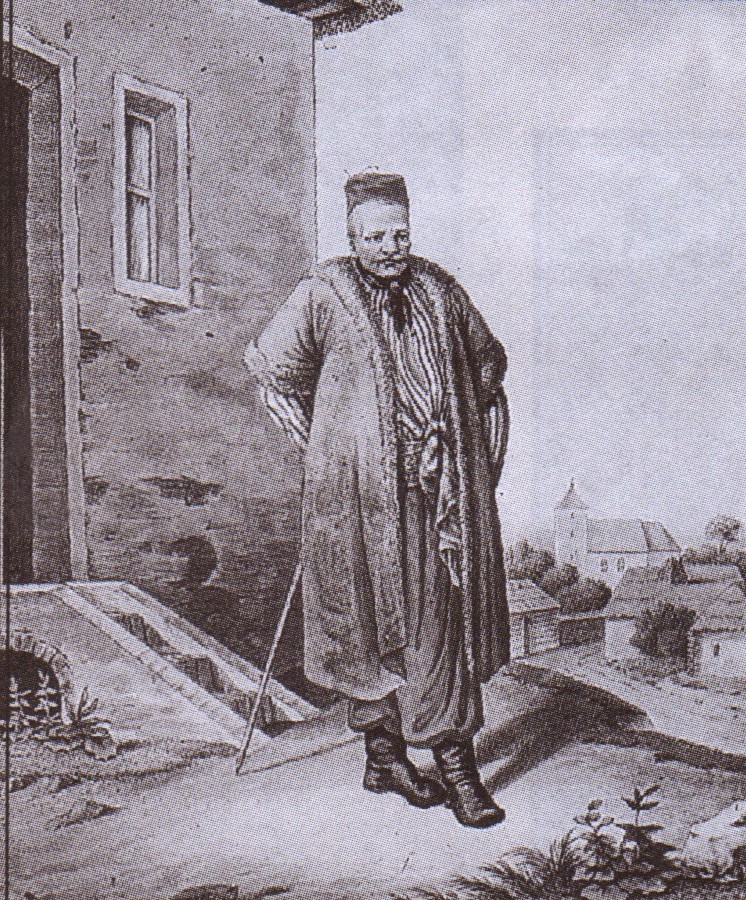
Franz Jaschker, Boier din Bucovina, 1821, acvaforte
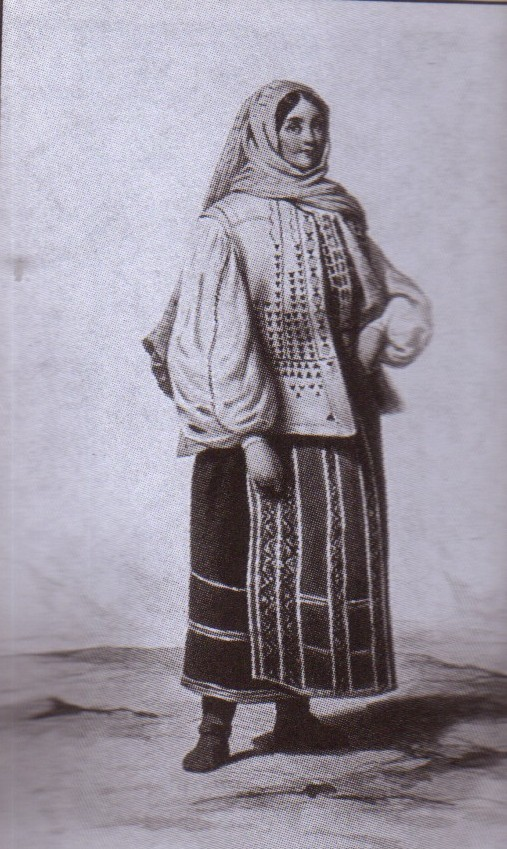
Janet-Lange după Michel Bouquet, Femeie de la munte - districtul Câmpulung, litografie colorată
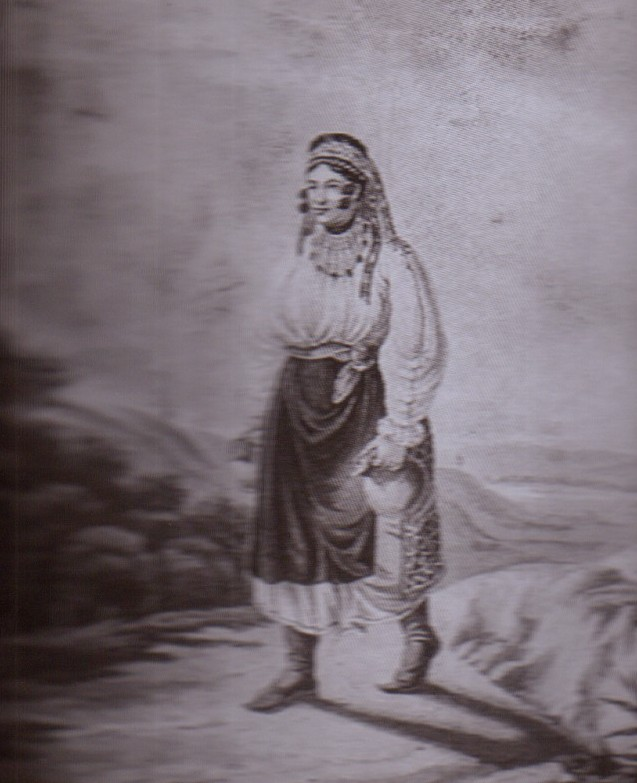
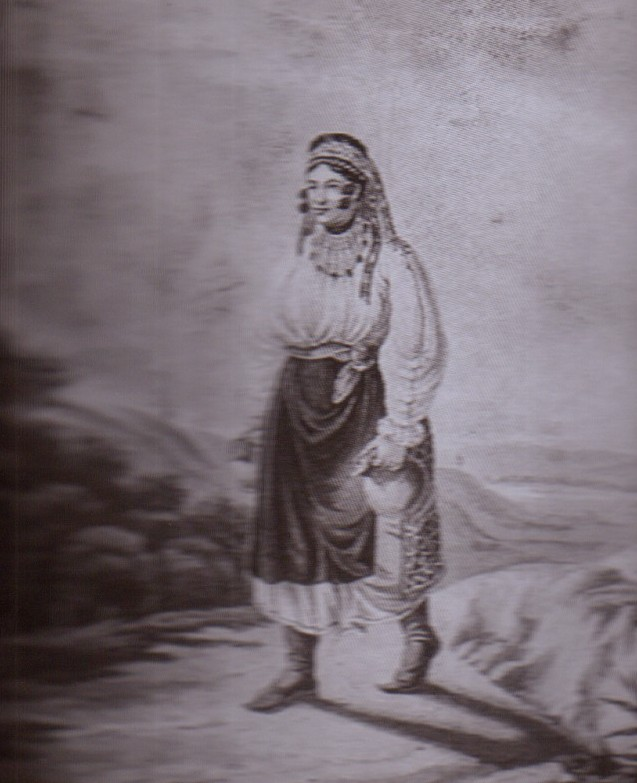
Franz Jaschke, Fată din Transilvania, 1821, acvaforte, acvatinta colorată
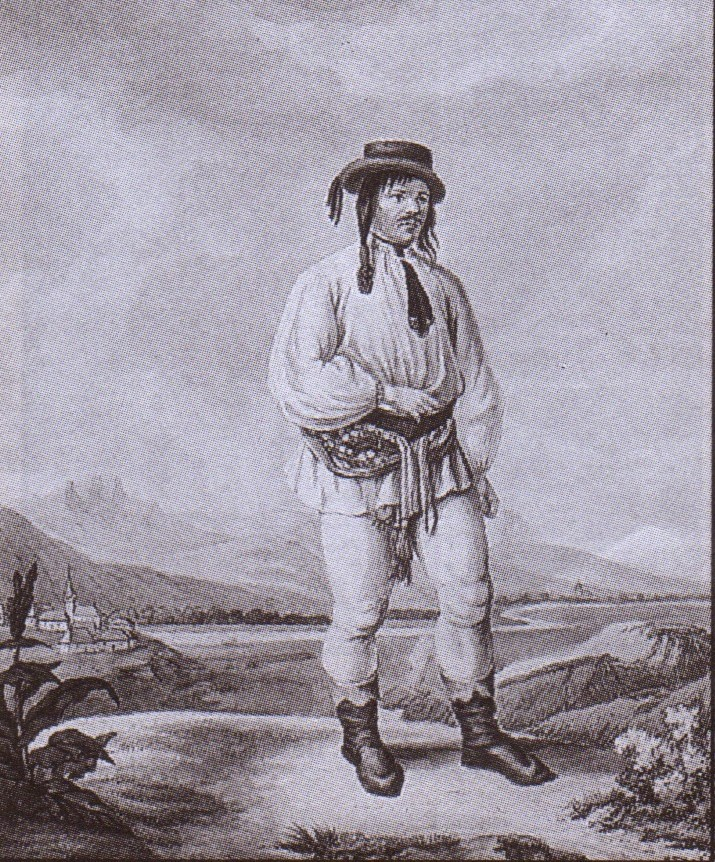
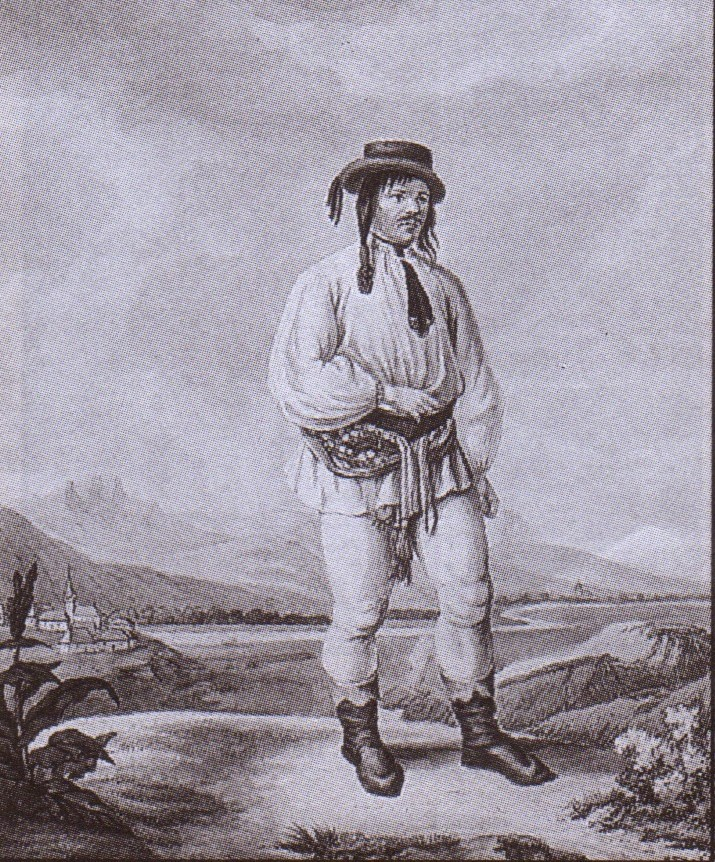
Franz Jaschke, Țăran din Transilvania, 1821, acvaforte, acvatinta colorată
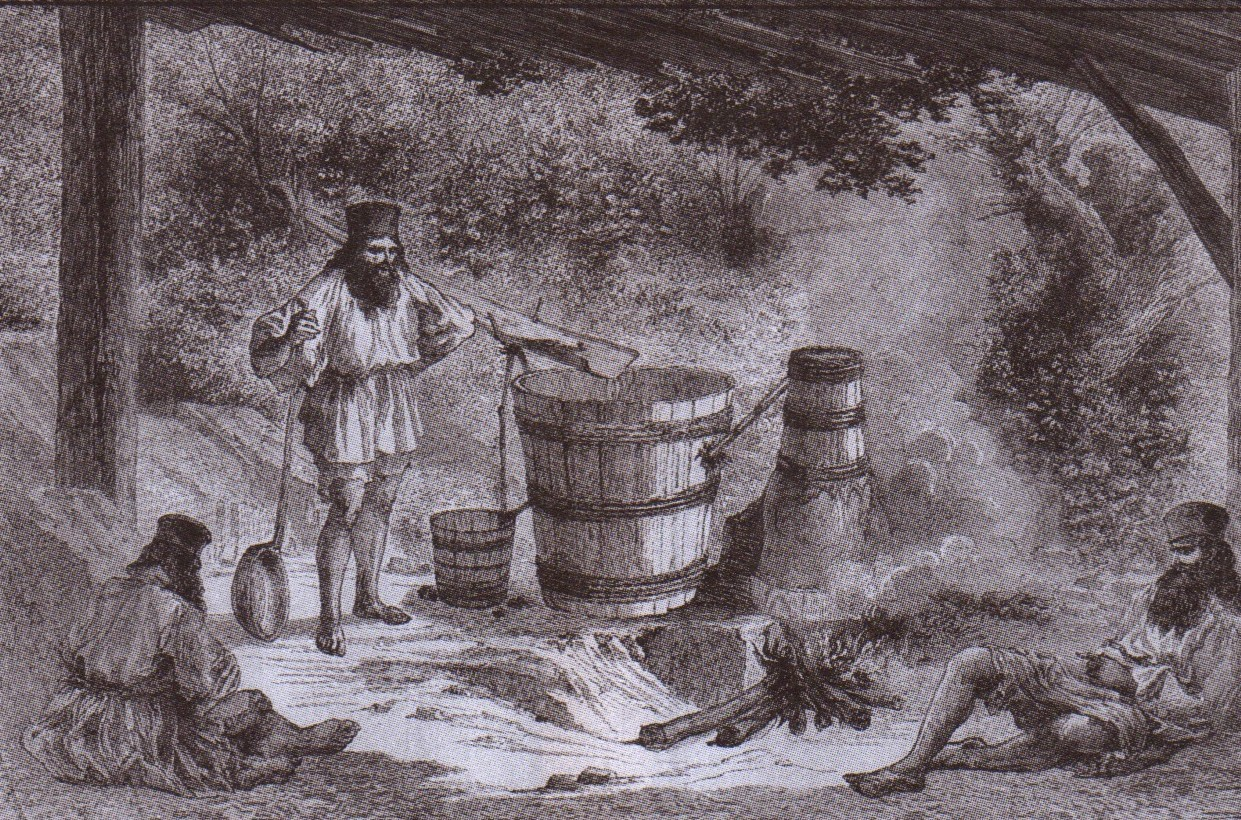
Dieudonné Auguste Lancelot, Lévy sculptor, Fabricarea rachiului, xilogravură
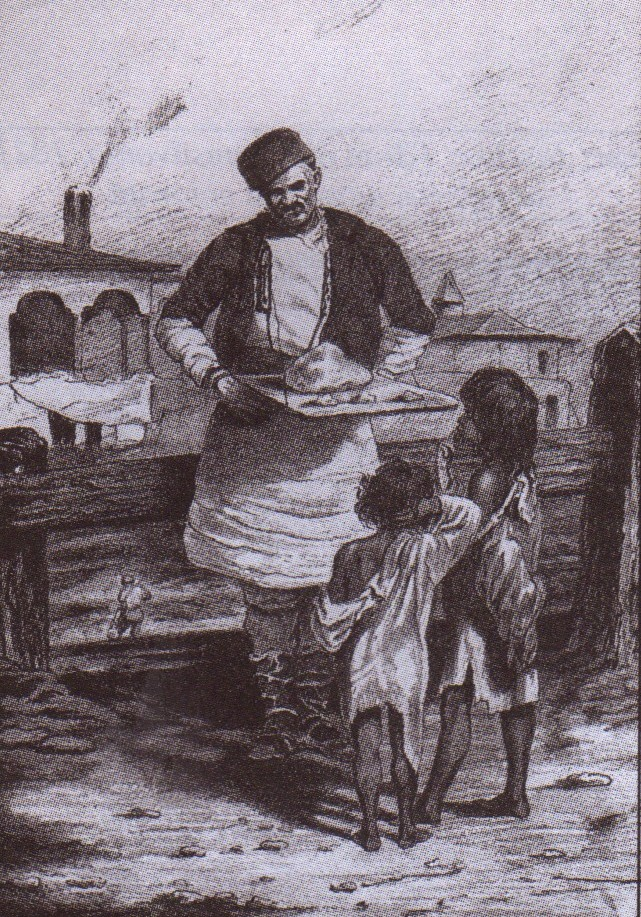
Joseph Heicke, Halvițar, 1854-1856, litografie
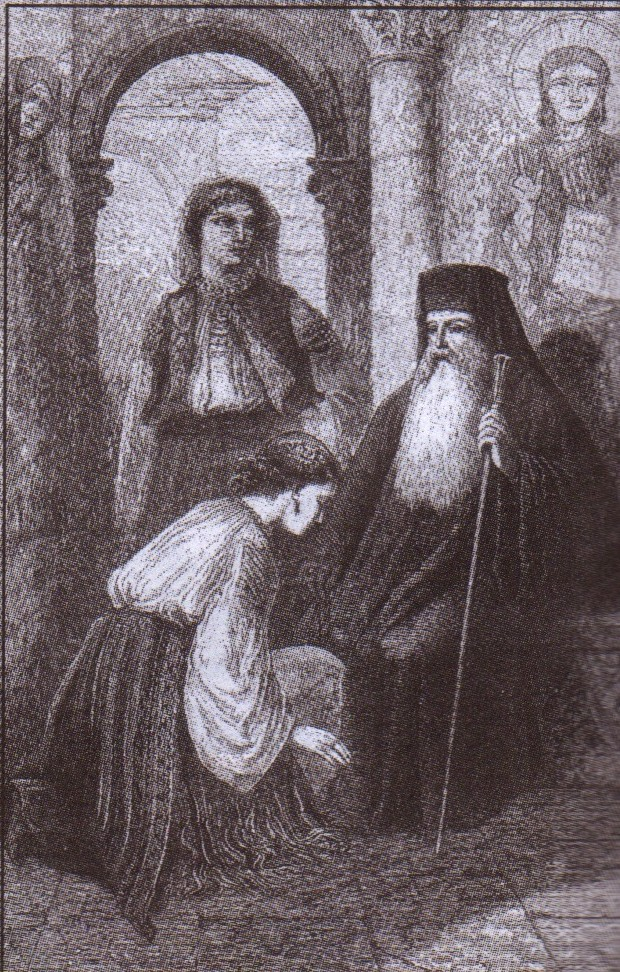
Dieudonné Auguste Lancelot, Egumen al Mănăstirii Horezu, xilogravură

## Tehnici de gravură

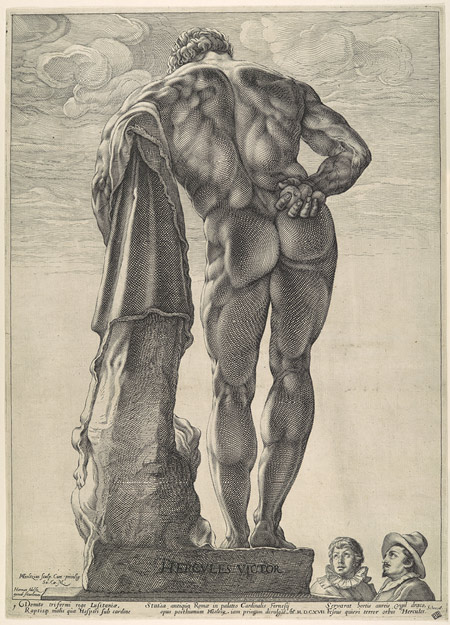
Hercule din Farnese, de Hendrik Goltzius 1591 - Gravură în metal, acvaforte

- Acvaforte
- Acvatintă

#### Tipar înalt
- Xilogravură
- Linogravură

#### Procese chimice
- Serigrafie
- Fotogravură
- Litografie

#### Alte tehnici
- Stencil

#### Tehnici ce nu permit tirajul
- Monotipie
- Monoprint
- Pirogravură
- Gravură laser

## Reprezentanți de seamă
- Albrecht Dürer (1471 – 1528)
- Rembrandt van Rijn (1606-1669)
- Hendrick Goltzius (c.1558-1617)
- William Hogarth (1697 – 1764)
- Francisco de Goya (1746-1828)
- William Blake (1757 - 1827)
- Gustave Doré (1832 – 1883)

## Artiști români care au folosit tehnica gravurii
| - Abraham Jakab - Adina Caloenescu (1934 - 2011) - Ala Jalea Popa - Alexandru Popescu (1988) - Anamaria Smigelschi - Anca Boeriu (1957 - Ana Golici (1955) - Anastase Demian (1899 - 1977) - Aurel Bulacu (1947) - Aurel Mărculescu (1900 - 1947) - Carmen Apetrei - Carmen Ileana Paraschivescu - Casia Csehi - Clarette Wachtel - Cornelia Danet - Cristian Tarbă - Cristian Tardel (1958 - Dan Erceanu - Dan Pintilie - Dodi Teodorescu Romanați - Elvira Micoș - Eugenia Hagiu - Costache Bassarab - Ioana Bassarab Starostescu / Ioana Bassarab - Haralambie Ionescu - Ștefan Iordache (grafician) - Florin Stoiciu (1965 - Fred Micoș (1907-1995) - Grigore Ursu (1922-2009) | - Hortensia Masichievici Mișu - Ibrahima Keita - Ilaria Raluca Demetrescu - Ileana Micodin - Ioana Panaitescu - Ion Atanasiu - Ion Panaitescu - Iris Teodorescu - Iuri Isar - Jaschke Franz - Koszti Istvan Miklós - Magda Ghinea Paun - Magda Isăcescu - Marcel Chirnoagă (1930 - 2008) - Marcel Olinescu (1896- 1992) - Maria Rodica Maria - Marina Nicolaev - Mihaela Apostol - Mihaela Todoran - Ary Murnu - A. Romanescu - Nicolae Săftoiu - Mihail Manescu (1943 - Mioara Lovin | - Mircia Dumitrescu (1941) - Constantin Dumitrescu (sculptor medalist) - Mircea Nechita - Mureșan Vasile (1949) - Nicolae Brana (1905 - 1986) - Nistor Coita - Rodica Lomnășan - Romeo Liberis - Ștefan Iacobescu (1937 - 2001) - Szabo Bela Gy (1905 - 1985) - Ștefan Câlția (1942) - Teodor Hrib - Theodor Aman (1831 - 1891) - Tudor Banuș - Vasile Dobrian (1912 - 1999) - Vasile Kazar (1913-1998) - Vasile Pintea (1931) - Vintilă Mihăescu |